# Иванов, Василий Иванович (генерал-лейтенант)
Иванов Василий Иванович (26 февраля 1894, Тамбов — 1 августа 1962, Москва) — советский военачальник. Начальник Качинской авиационной школы (1933—1940), генерал-лейтенант авиации. Участник Великой Отечественной и Гражданской войны.

## Биография

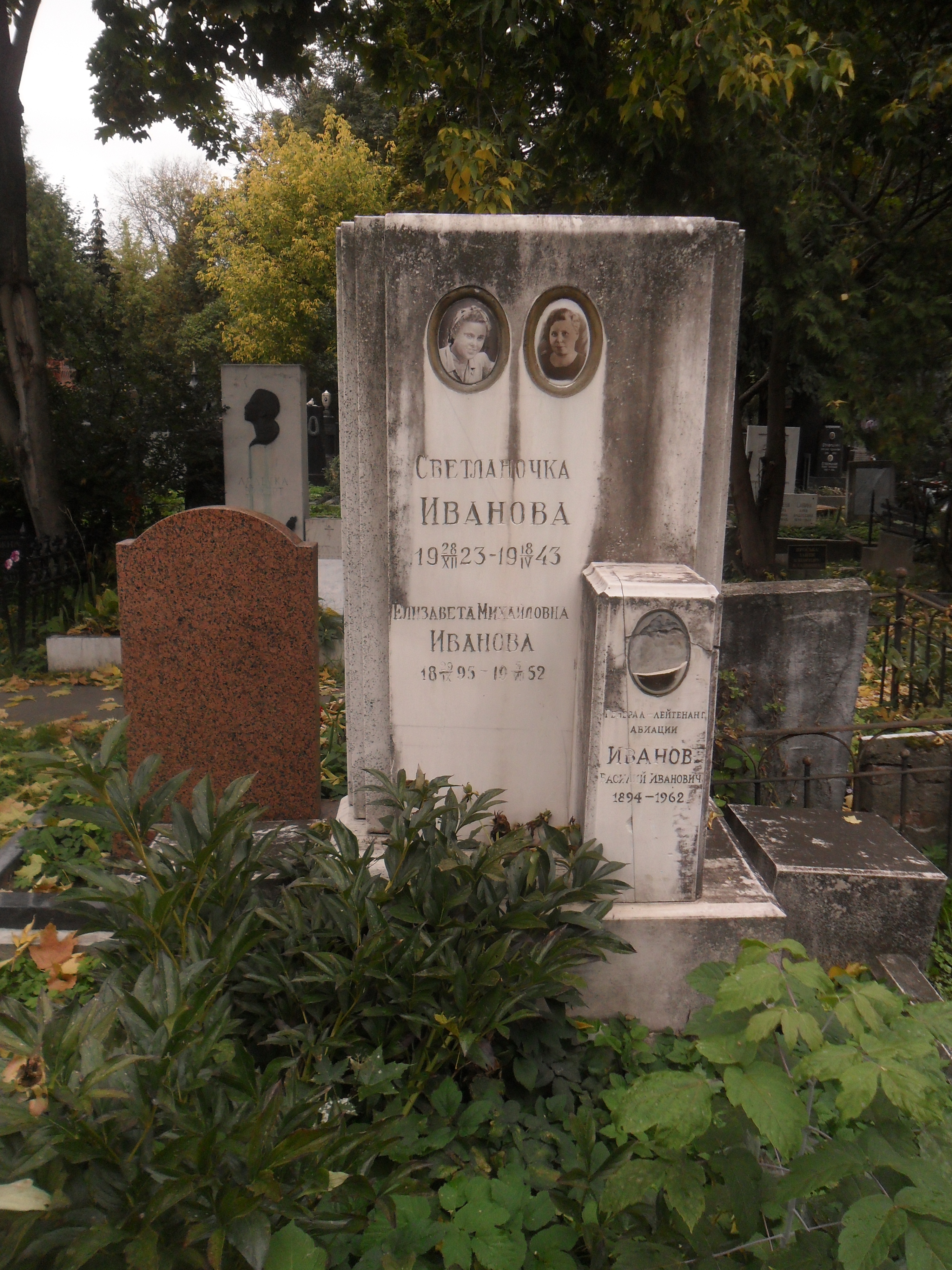
Могила Иванова на Новодевичьем кладбище Москвы

Родился 26 февраля 1894 года в Тамбове. В 1912 году окончил реальное училище.]
В Русской императорской армии с ноября 1914 года.
Участник Первой мировой войны, принимал участие в боях на Северо-Западном фронте.
В РККА с 1918 года.
С 1924 года служил в ВВС. В 1928 году обучался на курсах усовершенствования при Военно-воздушной академии.
С 19 марта 1933 по 27 июля 1940 года — начальник Качинской авиашколы. 27 июля 1940 года сдал должность начальника Качинской авиашколы генерал-майору авиации А.А. Туржанскому, а сам был назначен начальником Военно-учебных заведений ВВС.
Во время Великой Отечественной войны руководил Управлением военных учебных заведений ВВС.
В отставке с 21 декабря 1956 года.
Умер 1 августа 1962 года в Москве. Похоронен на Новодевичьем кладбище.
Был награждён двумя Орденами Ленина, двумя Орденами Красного Знамени, орденом Красной Звезды и рядом медалей.